# Evropska pot E751
| E 751 |

Evropska pot E751 je cesta in del vseevropskega cestnega omrežja, ki vodi po Hrvaški, Sloveniji in Italiji. 
Trasa poteka med kraji Reka–Pazin–Kanfanar–Pulj–Sečovlje–Koper–Trst (Italija).
V Sloveniji trasa sledi hitrim cestam H5 in H6 ter glavni cesti II. reda št. 111. Dolžina preko Slovenije znaša 33,630 km.

## Priključki
- E61
- E65